# Baleka Mbete
Baleka Mbete (ur. 24 września 1949) – południowoafrykańska polityk, przewodnicząca Zgromadzenia Narodowego RPA od 2004 do 2008 i ponownie od 21 maja 2014. Wiceprezydent RPA od 25 września 2008 do 9 maja 2009.

## Życiorys
Baleke Mbete w 1973 ukończyła kolegium nauczycielskie Lovedale Teachers’ College i następnie pracowała w szkole w Durbanie.
Po opuszczeniu RPA w 1976, pracowała jako nauczycielka w Mbabane w Suazi. Rozpoczęła wówczas działalność w Afrykańskim Kongresie Narodowym (ANC). Jako jego członkini przebywała w Dar es Salaam, Nairobi, Gaborone, Harare i w Lusace.
W latach 1991–1993 była sekretarzem generalnym Ligi Kobiet ANC. Od 1994 do 2004 zajmowała stanowisko wiceprzewodniczącej Zgromadzenia Narodowego RPA. Od 2004 pełni funkcję przewodniczącej (spikera) Zgromadzenia Narodowego. Mbete była również członkiem Parlamentu Afrykańskiego UA. W 2007 objęła stanowisko zastępcy sekretarza generalnego ANC.
Kandydatura Baleki Mbete była wymieniana jako jedna z możliwych do objęcia urzędu szefa państwa po rezygnacji ze stanowiska prezydenta Thabo Mbekiego. 25 września 2005 nowo obrany prezydent Kgalema Motlanthe mianował Mbete wiceprezydentem RPA. Równocześnie na stanowisku przewodniczącego parlamentu zastąpiła ją Gwen Mahlangu-Nkabinde. Mbete pełniła funkcję wiceprezydenta do czasu powołania nowego rządu prezydenta Zumy w maju 2009.